# Хённинген
Хённинген (нем. Hönningen) — община в Германии, в земле Рейнланд-Пфальц.
Входит в состав района Арвайлер. Подчиняется управлению Альтенар. Население составляет 1091 человек (на 31 декабря 2010 года). Занимает площадь 10,02 км².
Коммуна подразделяется на 2 сельских округа.